# Soyons
Soyons – miejscowość i gmina we Francji, w regionie Owernia-Rodan-Alpy, w departamencie Ardèche.
Według danych na rok 1990 gminę zamieszkiwało 1551 osób, a gęstość zaludnienia wynosiła 196 osób/km² (wśród 2880 gmin regionu Rodan-Alpy Soyons plasuje się na 550. miejscu pod względem liczby ludności, natomiast pod względem powierzchni na miejscu 1286.).

## Populacja

Populacja Soyons w latach 1962-2008